# Jean-Marie Charles Abrial
Jean-Marie Charles Abrial, francoski admiral, * 17. december 1879, † 19. december 1962.

## Življenjepis
Abrial je sodeloval pri zavezniškem umiku iz Dunkerqua. Zatem je bil imenovan za generalnega guvernerja Alžirije; to dolžnost je opravljal do 18. novembra 1942, ko ga je Laval imenoval za državnega sekretarja za pomorstvo in komandanta vojne mornarice Vichyjske Francije.
Po končani drugi svetovni vojni je bil obsojen na 10 let prisilnega dela.